# Mallochomacquartia nigrihirta
Mallochomacquartia nigrihirta là một loài ruồi trong họ Tachinidae.